# Isembard
Isembard fue conde de Barcelona de Ampurias y Rosselló y marqués de la Septimania, adjunto de Alerán, del 849 o 850 hasta el 852.
Era hijo del marqués Garí de Borgoña conde de Autun, quien precisamente había recogido la sucesión de Autun que pedía Guillermo de Septimania.
Se supone que fue nombrado en la asamblea de Narbona del 849 y era adjunto porque Alerán estaba destinado a combatir sobre el terreno a Guillermo de Septimania, hijo de Bernardo de Septimania.
El 851 o 852 cuando murió Alerán, debió de gobernar un tiempo solo hasta el nombramiento de Odalrico.
| Predecesor: Alerán | Conde de Barcelona Junto a Alerán 850 - 852 | Sucesor: Odalrico |

- Datos: Q1364248